# Мартинюк Микола Миколайович
Мико́ла Микола́йович Мартиню́к (13 липня 1992, Кременчук — 5 травня 2015, Авдіївка) — солдат Збройних сил України, cтрілець — помічник гранатометника аеромобільно-десантного взводу 3 аеромобільно-десантної роти 1 аеромобільно-десантного батальйону, учасник російсько-української війни.

## Життєпис
Народився 13 липня 1992 року в м. Кременчук, Полтавська область, Україна.
Закінчив у 2009 році Кременчуцьку ЗОШ № 17, потім Кременчуцький професійний ліцей нафтопереробної промисловості у 2011 році, де отримав спеціальність газоелектрозварника. Строкову службу (2012—2014 рр.) проходив в аеромобільно-десантних військах.
У зону АТО призваний за частковою мобілізацією 14 лютого 2015 року, служив у 95-а окрема аеромобільна бригада.
5 травня 2015-го загинув поблизу Авдіївки — БТР підірвався на фугасі, закладеному терористами. Тоді ж загинули сержант Василь Миханюк, солдати Олександр Щуров та Ярослав Мялкін.
Вдома лишилися батьки. Похований 11 травня 2015 року у Кременчуці, на Свіштовському кладовищі на алеї Героїв АТО.

## Нагороди
За особисту мужність і героїзм, виявлені у захисті державного суверенітету та територіальної цілісності України, вірність військовій присязі під час російсько-української війни, відзначений — нагороджений
- 27 червня 2015 року — орденом «За мужність» III ступеня[1].
- відзнака Полтавської обласної ради «За вірність народу України» І ступеня (21 жовтня 2015, посмертно)[2].

## Вшанування пам'яті
17 жовтня 2017 року на фасаді Кременчуцького ліцею № 17 «Вибір» імені М. Г. Неленя, де навчався воїн, відкрили меморіальну дошку.